# Módulo de Aterrissagem Lunar Blue Ghost
Firefly Aerospace Blue Ghost, ou simplesmente Blue Ghost, é uma classe de módulos de aterrissagem lunares (landers ou aterrissadores) projetados e fabricados pela empresa privada americana Firefly Aerospace. A Firefly planeja operar os landers Blue Ghost para transportar pequenas cargas à superfície da Lua. A primeira missão Blue Ghost foi lançada às 1:11 a.m. EST (06:11 UTC) em 15 de janeiro de 2025, que pousou com sucesso na Lua em 2 de março de 2025. Os landers receberam o nome da vaga-lume Phausis reticulata, conhecido como Blue Ghost.

## Visão Geral
A Firefly é a contratante principal para serviços de entrega lunar utilizando os módulos de aterrissagem lunar Blue Ghost. A empresa fornece ou subcontrata a integração de cargas do Blue Ghost, o lançamento da Terra, o pouso na Lua e as operações da missão. A instalação da Firefly em Cedar Park, no Texas atua como centro de operações da missão e local de integração de cargas. A Firefly opera uma instalação de espaçonaves de aproximadamente 4600 metros quadrados com dois centros de controle de missão e uma sala limpa ISO-8 para acomodar múltiplos landers.
O Blue Ghost possui quatro pernas de pouso e fornece dados, energia e recursos térmicos para operações de carga durante o trânsito até a Lua, durante a órbita lunar e na superfície lunar. A espaçonave é projetada e construída para ser facilmente adaptável às necessidades lunares únicas de cada cliente. O Blue Ghost pode ser personalizado para apoiar missões maiores e mais complexas, incluindo operações noturnas lunares, mobilidade na superfície e retorno de amostras, sendo compatível com vários provedores de lançamento. A Firefly afirma que a fabricação e testes internos do Blue Ghost são um diferencial em relação aos landers do Serviços Comerciais de Carga Lunar (CLPS).
A NASA concedeu à Firefly a primeira ordem de tarefa de entrega lunar do Blue Ghost em fevereiro de 2021, como parte da iniciativa CLPS.

## Missões

### Blue Ghost M1
Em 4 de fevereiro de 2021, a NASA concedeu à Firefly um contrato no valor de US$93,3 milhões para entregar um conjunto de dez investigações científicas e demonstrações tecnológicas à Lua em 2023. O prêmio faz parte da iniciativa CLPS, na qual a NASA está garantindo os serviços de parceiros comerciais para pousar cargas científicas e tecnológicas na superfície lunar como parte do programa Artemis.

A missão planejava pousar no Mare Crisium, uma bacia de 500 km (310 mi) de largura visível da Terra. Os instrumentos da nave coletarão dados para fornecer insights sobre as propriedades do regolito lunar – rochas e solo soltos e fragmentados – características geofísicas e a interação do vento solar com o campo magnético da Terra, ajudando a preparar para missões humanas na superfície lunar. Em 20 de maio de 2021, a Firefly selecionou o Falcon 9 da SpaceX como veículo de lançamento para a primeira missão, uma vez que seu próprio foguete Alpha não possui a performance ou volume de carga necessários para lançar o Blue Ghost. O futuro veículo de lançamento MLV da Firefly deve apoiar missões futuras do Blue Ghost.

#### Cronograma
- Em 26 de abril de 2022, a Firefly anunciou a conclusão da Revisão de Prontidão para Integração (IRR) para o primeiro lander Blue Ghost, M1, com o lançamento na época previsto para ocorrer em 2024.[13]
- Em novembro de 2023, a Firefly forneceu uma janela de tempo mais precisa para a missão, que ocorrerá entre o terceiro e o quarto trimestres de 2024.
- Em maio de 2024, os primeiros motores do Blue Ghost foram concluídos.[14]
- Em junho de 2024, a empresa anunciou que os motores estavam integrados e que o módulo de pouso seria agendado para lançamento em breve.[15]
- Em julho de 2024, a empresa reiterou um lançamento no quarto trimestre de 2024.[16]
- Testes ambientais pré-lançamento começaram em agosto no JPL.[17]
- Em novembro de 2024, a empresa anunciou que o Blue Ghost estava pronto para lançamento e que ocorreria em meados de janeiro de 2025.[18]
- Em 7 de janeiro de 2025, a Firefly Aerospace anunciou que a missão estava programada para ser lançada às 1:11 a.m. EST (06:11 UTC) em 15 de janeiro de 2025.[4]
- Em 15 de janeiro de 2025, a missão foi lançada com sucesso junto com o lander Hakuto-R Mission 2.
- Em 2 de março de 2025, o pouso na Lua ocorreu com sucesso.[19]

#### Cargas
As cargas, que devem totalizar 94 kg (207 lb) de massa, incluem:
- O Regolith Adherence Characterization (RAC), que determinará como o regolito lunar adere a uma variedade de materiais expostos ao ambiente lunar durante o pouso e operações do lander. Componentes serão derivados da instalação MISSE-FF atualmente na Estação Espacial Internacional (ISS).
- Os Retrorefletores Lunares de Nova Geração (NGLR), que servirão como alvo para lasers na Terra para medir com precisão a distância entre a Terra e a Lua. O retrorefletor que voará nesta missão também fornecerá dados que podem ser usados para entender vários aspectos do interior lunar e abordar questões fundamentais da física.
- O Imager de Raios-X Heliosféricos do Ambiente Lunar (LEXI), que capturará imagens da interação do magnetosfera da Terra com o fluxo de partículas carregadas do Sol, chamado de vento solar.
- O Sistema de Computação Reconfigurável e Tolerante à Radiação (RadPC), que visa demonstrar uma tecnologia de computação tolerante à radiação. Devido à falta de atmosfera e campo magnético da Lua, a radiação do Sol será um desafio para a eletrônica. Esta investigação também caracterizará os efeitos da radiação na superfície lunar.
- O Lunar Magnetotelluric Sounder (LMS), que é projetado para caracterizar a estrutura e composição do manto lunar estudando campos elétricos e magnéticos.
- A Instrumentação Lunar para Exploração Térmica Subsuperficial com Rapidez (LISTER), que é projetada para medir o fluxo de calor do interior da Lua. A sonda tentará perfurar 2.13–3.05 m (7 ft 0 in–10 ft 0 in) no regolito lunar para investigar as propriedades térmicas da Lua em diferentes profundidades.
- O Lunar PlanetVac (LPV), que é projetado para adquirir regolito lunar da superfície e transferi-lo para outros instrumentos que analisará o material, ou colocá-lo em um recipiente que outra espaçonave poderia retornar à Terra.
- Câmeras Estéreo para Estudos de Superfície de Plumas Lunares (SCALPSS 1.1), que podem capturar vídeo e imagens estáticas da área sob o lander desde o momento em que a pluma do motor perturba a superfície lunar até o desligamento do motor. Câmeras de longa distância determinarão a topografia da superfície pré-pouso. Fotogrametria será usada para reconstruir a superfície em mudança durante o pouso. Compreender a física dos gases de exaustão de foguetes sobre o regolito e o deslocamento de poeira, cascalho e rochas é crucial para entender como evitar levantar materiais da superfície durante a fase terminal de voo/pouso na Lua e em outros corpos celestes.
- O AstroVault, desenvolvido pela Quantum Aerospace e Space Ark Media, é um arquivo lunar projetado para preservar a cultura humana, arte, música e conhecimento para gerações futuras. Codificado em um formato ultra-durável, servirá como um repositório de longo prazo de literatura, descobertas científicas e obras criativas, garantindo sua preservação no ambiente lunar.
- O Escudo Eletrodinâmico de Poeira (EDS), que gerará um campo elétrico não uniforme usando alta tensão variável em múltiplos eletrodos. Este campo em movimento, por sua vez, remove as partículas e tem aplicações potenciais em radiadores térmicos, tecidos de trajes espaciais, visores, lentes de câmeras, painéis solares e muitas outras tecnologias.
- O Experimento de Receptor GNSS Lunar (LuGRE), que é baseado no GPS. O LuGRE continuará a estender o alcance dos sinais de GPS e, se bem-sucedido, será o primeiro a discernir sinais de GPS a distâncias lunares.

### Blue Ghost M2
O segundo módulo de pouso  Blue Ghost está programado para lançamento em 2026. Ele levará o Lunar Pathfinder, um satélite de comunicação europeu e precursor da constelação Moonlight Initiative, em órbita lunar.

### Blue Ghost M3
Uma terceira missão do Blue Ghost está planejada para 2028.

## Financiamento
Em 2017, a Diretiva de Política Espacial 1 sinalizou a intenção de retornar astronautas da NASA à Lua. Em 2018, a NASA solicitou propostas de nove empresas, incluindo a Firefly Aerospace, para o programa Serviços Comerciais de Carga Lunar (CLPS). O CLPS é parte do programa Artemis da NASA; um dos objetivos de longo prazo do Artemis é estabelecer uma base permanente tripulada na Lua.
Em 2021, a Firefly Aerospace recebeu um contrato da NASA avaliado em US$93 milhões para realizar pousos lunares para a NASA.